# بلانش روزفلت
بلانش روزفلت (بالإنجليزية: Blanche Roosevelt)‏ هي كاتِبة أمريكية، ولدت في 2 أكتوبر 1853 في ساندوسكي في الولايات المتحدة، وتوفيت في 10 سبتمبر 1898 في لندن في المملكة المتحدة بسبب حادث مرور.